# HD 81040
HD 81040 é uma estrela na constelação de Leo. Tem uma magnitude aparente de 7,73, sendo invisível a olho nu. Medições de paralaxe mostram que se encontra relativamente próxima do Sistema Solar, a uma distância de aproximadamente 108 anos-luz (33 parsecs) da Terra.
HD 81040 é uma estrela parecida com o Sol com uma classificação estelar de G0 V ou G2/G3, o que significa que é uma estrela de classe G da sequência principal (anã amarela). Tem uma massa de 0,96 vezes a massa solar e um raio de 0,86 vezes o raio solar. Sua temperatura efetiva é de 5 700 K.
Em 2005, foi descoberto um planeta extrassolar gasoso com uma massa mínima de 6,86 massas de Júpiter orbitando HD 81040. Orbita a estrela a uma distância média de 1,94 UA em uma órbita excêntrica com um período orbital de 1001,7 dias.
| Planeta | Massa           | Semieixo maior (UA) | Período orbital (dias) | Excentricidade |
| ------- | --------------- | ------------------- | ---------------------- | -------------- |
| b       | >6,86 ± 0,71 MJ | 1,94                | 1001,7 ± 7,0           | 0,526 ± 0,042  |